# Efnisien

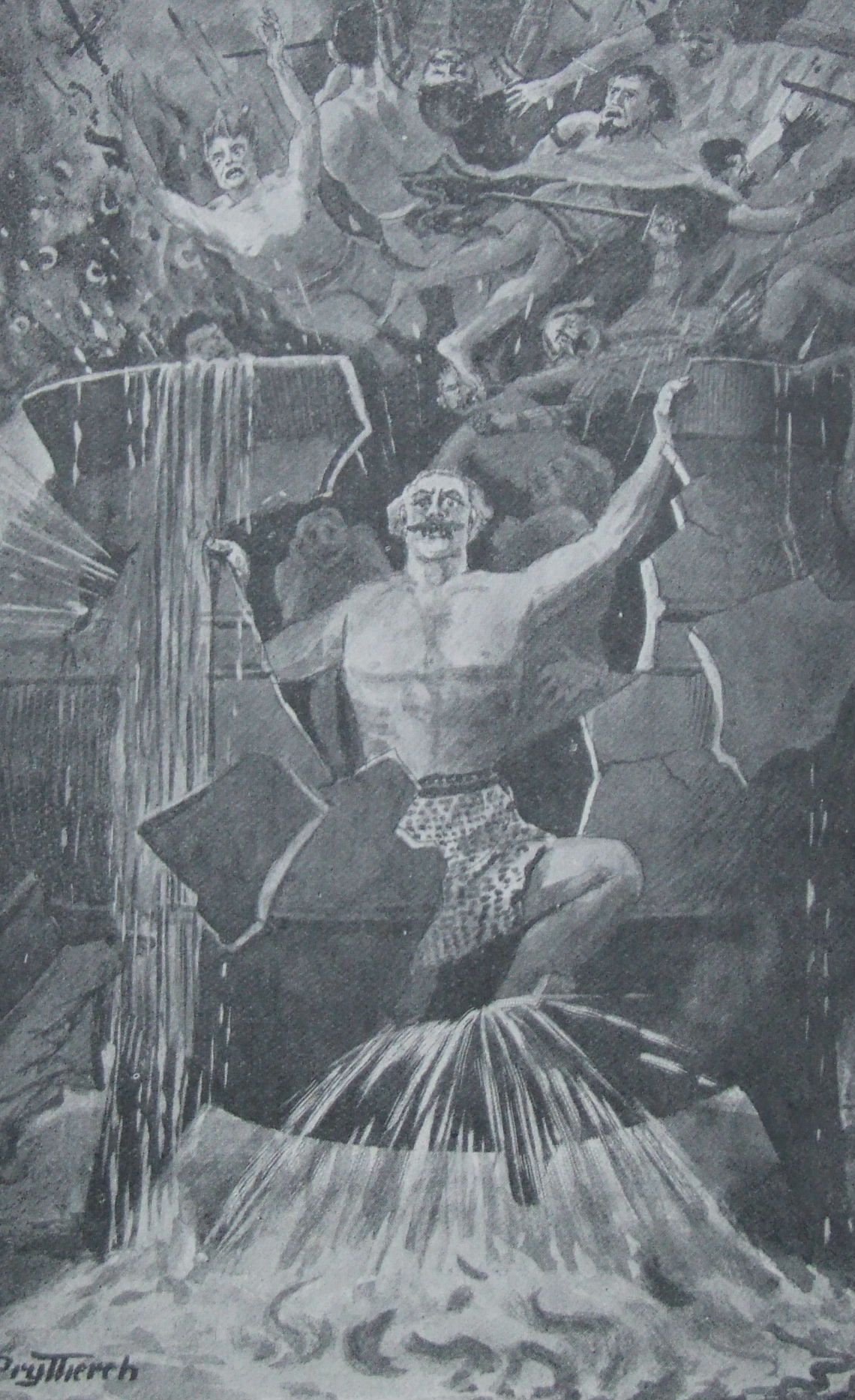
Efnisien, rozrywający cudowny kocioł.

Efnisien – postać z mitologii walijskiej, przyrodni brat Brana.

## Opis legendy
Był przyczyną kłopotów brata, gdyż spowodował konflikt  pomiędzy Branem a królem Matholwchem. Bran nie skonsultował z Efnisienem swojej decyzji o oddaniu królowi irlandzkiemu za żonę Branwen, siostry Brana w której zakochany był Efnisien. W akcie zemsty bohater okaleczył konie króla, za co Bran musiał królowi złożyć podarunek zadośćuczynienia w postaci cudownego kotła, który wskrzeszał poległych wojowników, z tym zastrzeżeniem, że nie mogli mówić. W dalszej części legendy Branwen została królową Irlandii, jednak po pewnym czasie uznano, że zadośćuczynienie Brana było nie wystarczające za wyrządzoną zniewagę Efnisiena, i Branwen została zdegradowana do pozycji zwykłej służącej. Przez lata nikt nie wiedział nic o jej losie, dopiero wiadomość o jej stanie zaniósł specjalnie wyszkolony przez Branwen szpak. W celu pomszczenia hańby, jaką została okryta Branwen, wyruszył Efnisien, szczęśliwie dla Brana i Walijczyków udaremnił zasadzkę na siebie i swoich towarzyszy podczas uczty na zamku króla Matholwcha. Za każdym z ucztujących Brytów w worku był schowany irlandzki wojownik. W czasie uczty mieli oni na dany sygnał zabić gości z Walii. Zasadzka się nie udała, gdyż Efnisien przed ucztą, robiąc inspekcję sali, pytał, co jest w jednym worku, gdy odpowiedziano mu, że ziarno, chwytał za worek i tak długo macał go, aż znajdując ukrytego zabójcę, zaciskał ręce na jego czaszce miażdżąc ją. Zrobił tak w każdym przypadku. Przebieg uczty miał w ten sposób zaskakujący charakter dla irlandzkiego króla, w dalszej części uczty Efnisien wrzucił do ognia trzyletniego syna Matholwcha i Branwen. Branwen usiłowała ratować syna, jednak została powstrzymana przez Brana. W walce, która się wywiązała, Brytowie zostali nie omal pokonani dzięki cudownego kotłowi, który Matholwch otrzymał od Brana. Stało się tak, gdyż polegli nocą wojownicy nazajutrz zostali przywróceni do życia. Brytowie znaleźli się w dramatycznym położeniu, jednakże wygrali, gdyż Efnisien zniszczył cudowny kocioł. Ukrywając się wśród ciał poległych wojowników i będąc wrzuconym razem z nimi do gotującego się kotła, naciskał go od spodu, rozrywając go z takim wysiłkiem, który spowodował jego śmierć.